# Vercana (Göttin)
Vercana war eine römerzeitliche Göttin, die in Gallien verehrt wurden. Ob sie eine germanische oder keltische Göttin war, ist in der Forschung umstritten.

## Deutung
Vercana ist aus zwei Inschriften bekannt. Eine Brunnenschale aus Ernstweiler bei Zweibrücken ist der DEAE VERCANV gewidmet. In der zweiten aus Bad Bertrich stammenden Inschrift wird sie zusammen mit Meduna genannt.
Die Nennung auf einer Brunnenschale und bei den warmen Heilquellen von Bad Bertrich könnte für eine Quellgöttin sprechen. Die germanische Deutung des Namens setzt germ. *Werkanô „Wirkerin“ an. Alternativ wird auch germ. *Berkanô „Birkengöttin“ angesetzt, zumal in der Volksmedizin die Birke eine gewisse Rolle spielt.